# آندره‌آ مولایولی
آندره‌آ مولایولی (ایتالیایی: Andrea Molaioli) یک کارگردان، فیلم‌نامه‌نویس، و نویسنده اهل ایتالیا است.

## جوایز
- جایزه دیوید دی دوناتلو بهترین کارگردان (۲۰۰۸)
- جایزه انجمن ملی فیلم ایتالیا بهترین کارگردان فیلم اول (۲۰۰۸)